# Peaky SALT
Peaky SALT（ピーキーソルト）は日本のロックバンド。

## 概要
2002年に中学生時代からの同級生で音楽の道を志していた、ユウ(vo)とキミヒデ(g)とコセン(b)が結成したバンドが母体となり、後に後輩のスーザン(dr)(2010年に脱退)が加入し「Peaky SALT」を結成する。
2008年11月26日に1stシングル『イトシセツナナミダ』でメジャーデビューした。2009年12月9日には1stアルバム『Peaky SALT』をリリースした。

## メンバー

### 現在のメンバー
- ユウ（1984年4月30日 - ）
ボーカル、ギター担当。血液型A型。身長171cm。
本名：三浦祐太朗（みうら ゆうたろう）。俳優の三浦友和と元歌手の山口百恵の長男。弟は俳優の三浦貴大。2012年ソロデビュー。
- キミヒデ（1984年11月15日 - ）
ギター担当。血液型A型。身長165cm。
本名：岩楯公秀（いわだて きみひで）。
- コセン（1984年4月29日 - ）
ベース担当。身長180cm。
本名：古銭友一郎（こせん ゆういちろう）。2012年よりILMARIとのHip Hopバンド、The Beatmossに参加。
映画音楽家として、またテクノアーティスト、Colorful Manningsとしてソロで活動中。

### 過去のメンバー
- スーザン（1987年2月21日 - ）
ドラム担当。血液型A型。身長180cm。
本名：須山翔平（すやま しょうへい）。デビュー当時の芸名はスヤマ。2010年7月16日の蒲田 Club Top'sでのライブを最後に脱退。

## 来歴
- 2002年
  - 中学時代の同級生であるユウ、キミヒデ、コセンによって、高校の文化祭で母体となるバンドを結成。後にスヤマが加入しPeaky SALT(ピーキーソルト)が誕生する。高校卒業後、オリジナル楽曲の制作を始めるが、コセンが留学の為に渡米したことにより活動を停止。バンドとしての活動は出来ないものの、日本とアメリカとの間で密に連絡を取り合い、楽曲制作を地道に進めていく。
- 2007年
  - 2月、コセンの帰国後、Shibuya O-Crestで行われたイベントにオープニング・アクトとして出演したことをきっかけに、本格的に活動を開始。
  - 4月、東京、埼玉、名古屋、大阪の4大都市でライブツアーを行う。
  - 7月、渋谷クラブクアトロでのイベント『風とロック FES 2007 NO KAZE, NO ROCK』に出演。
  - 10月、FM802主催のライブイベント『MINAMI WHEEL 2007』へ出演。
  - 11月、ライブイベント『ロックの学園』に出演。パナソニックオキシライド乾電池のイメージバンドとして、OXYRIDERS（オキシライダーズ）名義で出演。
- 2008年
  - 5月には楽曲の制作に活動の比重を置き精進する中、バップとメジャー契約。
  - 11月26日、1stシングル「イトシセツナナミダ」でメジャーデビュー。
  - 12月1日より、ハウス食品『うるおい美率』「ピーキーソルト登場篇」のCMに出演。
- 2009年
  - 3月、スヤマがスーザンへと変わり、FM愛知presents『A☆HOT STOCK』、『ロックの学園2009』とイベントに出演。
  - 3月4日より、ハウス食品『こんがりポテト』「こんがりブーム篇」のCMに出演。
  - 4月、『イトシセツナレイディオ』がレギュラー放送される。
  - 4月8日、2枚目のシングル「ピカピカ」を発売。
  - 5月、『oricon Sound Blowin'2009』、FM OSAKA『POWER +LIVE』に出演する。
  - 7月22日、初のコンセプト・ミニアルバム「イツワリ台風3号」を発売。
  - 11月4日、3枚目のシングル「三日月ハーフパイプ」を発売。
  - 12月9日には、1stフル・アルバム「Peaky SALT」を発売。
- 2010年
  - 1月31日、2月7日と大阪・東京で「Peaky SALT 1st ALBUMレコ発ツアー“ビューティフォーメン”」を行う。
  - 2月、moraの2010年 注目のアーティストに選ばれる。
  - 4月、バップとの契約が終了[1]。
  - 6月、ドラムのスーザンが脱退を表明[2]。
  - 7月16日、蒲田 Club Top'sでのライブを最後にスーザンが脱退。
  - 9月20日、アーティストとしての方向性の違いにより活動休止を発表した[3]。

## ディスコグラフィー

### シングル
|     | 発売日         | タイトル           | 規格品番   |
| --- | -------------- | ------------------ | ---------- |
| 1st | 2008年11月26日 | イトシセツナナミダ | VPCC-82259 |
| 2nd | 2009年4月8日   | ピカピカ           | VPCC-82275 |
| 3rd | 2009年11月4日  | 三日月ハーフパイプ | VPCC-82282 |

### アルバム
|          | 発売日        | タイトル        | 規格品番                                |
| -------- | ------------- | --------------- | --------------------------------------- |
| 1st mini | 2009年7月22日 | イツワリ台風3号 | VPCC-81636                              |
| 1st      | 2009年12月9日 | Peaky SALT      | VPCC-80645:初回限定盤 VPCC-81651:通常盤 |

## ミュージックビデオ
| 監督                          | 曲名                               |
| 秋山純                        | 「三日月ハーフパイプ」             |
| 浦野康介 & 安藤日出孝         | 「イトシセツナナミダ」             |
| サンプラスデザインとモリ○カツ | 「イツワリ台風3号」                |
| 緑先生                        | 「イトシセツナナミダ (実写 Ver.)」 |
| ロックンロール食堂            | 「ピカピカ」                       |

## 出演

### CM
- ハウス食品『こんがりポテト』（2008年3月4日 - 2009年）
- ハウス食品『うるおい美率』（2008年12月1日 - 2009年2月）

### ラジオ番組
- Peaky SALTのイトシセツナレイディオ（TOKYO FM・FM OSAKA、2009年4月3日 - 2010年6月20日、大阪は3月で終了）

## 主なライブ
- 2007年10月27日 - MINAMI WHEEL 2007 EXTRA～High-UNDERGROUND～
- 2009年06月07日 - ROSE NIGHT
- 2009年09月07日 - RADIO BERRY ベリテンライブ2009
- 2009年12月31日 - COUNTDOWN JAPAN 09/10
- 2010年02月 - Peaky SALT 1st ALBUM レコ発ツアー "ビューティフォーメン"